# غبي على الزيرو (فلم)
غبي على الزيرو هو فيلم مصري كوميدي من تأليف مجدي الإبياري وإخراج سعيد محمد مرزوق،
بطولة يونس شلبي ، تيسير فهمي ، علاء ولي الدين ، حسن مصطفى ، ومن إنتاج أفلام مجدي الإبياري وتوزيع إبراهيم شوقي عام 1993.

## وصلات خارجية
- مقالات تستعمل روابط فنية بلا صلة مع ويكي بيانات